# Combat des Matz
Chouannerie
Batailles
Le combat des Matz a lieu le 24 juin 1794, pendant la Chouannerie. Il s'achève par la victoire des chouans qui tendent une embuscade à un détachement républicain.

## Prélude
En juin 1794, un détachement de la 5e compagnie de la garde nationale de Fougères est envoyé occuper la commune de Landéan réputée pour être un repaire de chouans. Un poste est établi dans l'église de Landéan, sous le commandement du capitaine Vallée. Selon les témoignages du pays, les républicains se montrent impatients d'en découdre, organisent des fouilles et des patrouilles mais sans trouver un seul rebelle. 

## Déroulement
L'affrontement a lieu le 4 messidor de l'an II, soit le 22 juin 1794. Dans l'après-midi, un jeune chouan armé d'un fusil se présente seul dans le bourg par le chemin de la Touche, sur la route de Fougères. En apercevant un garde national à la porte de l'église, il interroge un habitant du bourg, qui lui répond qu'il s'agit du planton du poste. Aussitôt le chouan met en joue et tire sur la sentinelle mais la manque. Celle-ci sonne l'alarme et les républicains se jettent à la poursuite du chouan. Ce dernier prend d'abord le vieux chemin de Villamée, mais il quitte cette route au village des Matz, près de la butte Maheu, pour prendre le chemin de Parigné. Les républicains le suivent mais tombent dans une embuscade au moment où ils traversent la rivière du Nançon, près du village des Matz. Plusieurs autres chouans enagagent alors une vive fusillade depuis les fossés situés sur l'autre rive. Cinq gardes nationaux sont tués et les autres prennent la fuite suivis de près par les chouans. Un autre républicain est tué dans la poursuite et les survivants rentrent piteusement à Landéan. 
D'autres violences sont signalées le même jour près des lieux du combat. Sur la route de Landéan à Villamée, un homme et une femme, François Laurent et Françoise Libert, sont arrêtés puis assassinés « par des brigands inconnus », qui enterrent leurs corps dans un jardin,. Le lendemain, à 3 heures du matin, le meunier de Fretay est assassiné par des gardes nationaux de Saint-James.

## Pertes
Six patriotes sont tués lors du combat,. Parmi les morts, on compte Pierre Pinchon, 25 ans, chirurgien et fusilier de la garde nationale, Pierre Jumelais, 16 ans, fils de l'ancien procureur syndic de Fougères, et René Baron, 29 ans. Ils sont inhumés au cimetière de Parigné,.